# Türkiye 1.Lig 1975-1976
L'edizione 1975-1976 della Türkiye 1.Lig vide la vittoria finale del Trabzonspor, che divenne la prima compagine non originaria di Istanbul a vincere il campionato.
Capocannoniere del torneo furono Cemil Turan (Fenerbahçe Istanbul) e Osman Renkliyurt (MKE Ankaragücü), con 17 reti.

## Classifica finale
|     | Classifica                | G  | V  | N  | P  | GF | GS | Dif | Pt |
| --- | ------------------------- | -- | -- | -- | -- | -- | -- | --- | -- |
| 1.  | Trabzonspor               | 30 | 17 | 9  | 4  | 36 | 14 | +22 | 43 |
| 2.  | Fenerbahçe Istanbul       | 30 | 14 | 12 | 4  | 40 | 18 | +22 | 40 |
| 3.  | Galatasaray Istanbul      | 30 | 12 | 13 | 5  | 36 | 23 | +13 | 37 |
| 4.  | Adanaspor                 | 30 | 13 | 10 | 7  | 36 | 27 | +9  | 36 |
| 5.  | Altay Izmir               | 30 | 9  | 12 | 9  | 31 | 32 | -1  | 30 |
| 6.  | Giresunspor               | 30 | 8  | 12 | 10 | 27 | 27 | 0   | 28 |
| 7.  | Boluspor                  | 30 | 9  | 10 | 11 | 34 | 38 | -4  | 28 |
| 8.  | Adana Demirspor Kulübü    | 30 | 10 | 8  | 12 | 28 | 35 | -7  | 28 |
| 9.  | Eskişehirspor             | 30 | 8  | 11 | 11 | 29 | 29 | 0   | 27 |
| 10. | Bursaspor                 | 30 | 9  | 9  | 12 | 30 | 33 | -3  | 27 |
| 11. | Beşiktaş Istanbul         | 30 | 5  | 17 | 8  | 25 | 32 | -7  | 27 |
| 12. | Orduspor                  | 30 | 7  | 13 | 10 | 20 | 27 | -7  | 27 |
| 13. | Zonguldakspor             | 30 | 7  | 12 | 11 | 25 | 25 | 0   | 26 |
| 14. | Göztepe Spor Kulübü       | 30 | 7  | 12 | 11 | 31 | 32 | -1  | 26 |
| 15. | MKE Ankaragücü            | 30 | 8  | 9  | 13 | 33 | 48 | -15 | 25 |
| 16. | Balıkesirspor Spor Kulübü | 30 | 9  | 7  | 14 | 18 | 39 | -21 | 25 |

### Verdetti
- Trabzonspor Campione di Turchia 1975-1976.
- Trabzonspor ammesso alla Coppa dei Campioni 1976-1977.
- Fenerbahçe Istanbul e Adanaspor ammesse alla Coppa UEFA 1976-1977.
- MKE Ankaragücü e Balıkesirspor retrocesse in Türkiye 2.Lig.